# Де-Волден
Де-Волден (нидерл. De Wolden) — община в нидерландской провинции Дренте. Образована в 1998 году за счёт слияния ряда более мелких общин . Административный центр — деревня Зёйдволде. В состав общины входит 17 деревень и 47 хуторов.